# Braun Soma

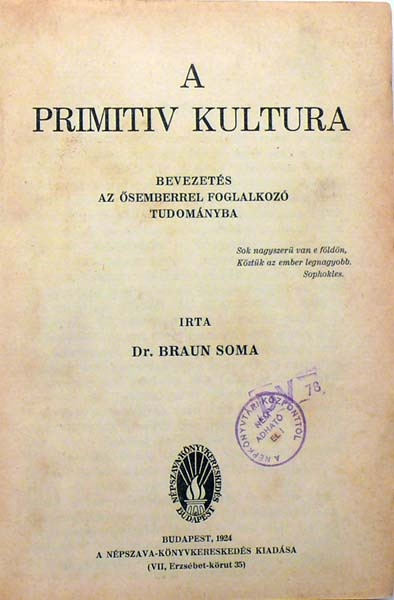
A Primitív kultúra első kiadása

Braun Soma (Kecskemét, 1890. február 13. – Ukrajna, 1942. szeptember 2.) tanár, szociológus, műfordító, a szociáldemokrata munkásmozgalom teoretikusa.

## Korai évek
Apja, Braun József korán meghalt. Anyja, Klauber Sarolta óvónő volt, férje halála után ismét házasságot kötött, második férje tanár volt. A kisfiú értelmiségi környezetben nevelkedett, és a középiskolában tehetséges matematikusnak ígérkezett. Ennek ellenére bölcsésznek iratkozott be a budapesti egyetemre. Az egyetemen több nyelvvel is foglalkozott; az angol, a francia, a német és az olasz mellett megismerkedett a bengálival és a szanszkrittal is. Kiváló nyelvtudását később fordítóként kamatoztatta. Másodéves volt, amikor Göttingenbe utazott, és ott archeológiai tanulmányokat folytatott. Negyedéves korában Londonba ment, ahol nyelvészetet tanult.

## A szociáldemokrata mozgalomban
Tudományos karrierjét az első világháború törte ketté. Amikor 1918 őszén visszatért a frontról, Cegléden, a helyi főgimnáziumban kapott tanári állást. Ez idő tájt már erőteljesen érdeklődött a néprajz iránt. Rövid ceglédi tanárkodása idején született meg a népmesékről írt tanulmánya. Az 1918-1919-es események hatására kezdett érdeklődni a politika iránt. Ekkor lépett be az MSZDP-be és megalakította a ceglédi Szociáldemokrata Diákszövetséget. Korábban is liberális elveket vallott, és a Magyarországi Tanácsköztársaság kikiáltása után aktívan részt vett a város közoktatásának megreformálásában. Utóbb a kecskeméti királyi törvényszék „több rendbéli izgatásért”, valamint azért, mert a gimnáziumban a hitoktatás helyett „szociológiáról” beszélt, ötévi fegyházra ítélte; büntetését a szegedi Csillagbörtönben kellett letöltenie. A börtönből három év múltán, amnesztiával szabadult, de sem tudományos kutatói, sem tanári pályáját nem folytathatta. Fordítóként kezdett dolgozni, és rövid ideig a Kereskedelmi Bank alkalmazottja is volt. Műfordítói munkásságából kiemelkedő Jack London műveinek átültetése magyar nyelvre.
Bölcsészeti felkészültségéről tanúskodnak Horatiusról és a magyar jakobinusokról összeállított munkái. A népmeséről írt munkájában a különféle meseelméletek és módszertani iskolák első magyar nyelvű összefoglalását adta, ide értve a geológia, a paleontológia, az etnológia, az őstörténet, a pszichoanalízis, az összehasonlító nyelv- és vallástudomány, a mese- és mitológiakutatás eszközeit.
1924-ben a Népszava kiadásában jelentette meg A primitív kultúra című munkáját, amelyben az általános etnológia kérdéseiről tájékoztatott. Részt vett a Madzsar József szerkesztette Társadalmi lexikon munkálataiban. Az 1920-as években egyre szorosabbá vált kapcsolata az MSZDP-vel. Rendszeresen vállalt szemináriumi előadásokat, tanfolyamokat, és hamarosan a párt egyik legnépszerűbb oktatója lett. A Népszava rendszeresen közölte írásait. Komoly vitát keltettek az orosz regényről írott gondolatai:
Az orosz szovjetek államszövetsége a szociológus szemén át nézve eddig még nem volt páratlanul érdekes kísérlet a társadalom elméleti megfontolások alapján történő átalakítására. Az új orosz regény ennek a nagyszabású kísérletnek a függvénye, a kialakulóban lévő új társadalom hozta létre, tárgyválasztásai az új orosz társadalom köréből valók, emberei az osztálytársadalomból az osztály nélküli társadalomba való átmeneti korszak emberei. Az új orosz regény születési időszaka az orosz proletárforradalom, a vége egybeesik majd a diktatúra megszűnésének az évével tekintet nélkül arra, hogy a diktatórikus államformát céljai elérése vagy a reakció felülkerekedése dönti-e meg. Az új orosz regény a mai átmeneti kor termése és bár a szálak, melyek a háború előtti irodalmukhoz kötik, még elég könnyen kimutathatók, annyi eredeti vonás van benne, hogy mint új korszak jelenik meg előttünk. Az új társadalommal való szerves kapcsolata még jobban kitetszik, ha akármelyik népszerű írójukat a bolseviki Oroszországból elmenekült, antibolsevista, vallásosan rajongó és a régi birodalomért lelkesedő Mereskovszkijjal vetjük egybe. Mereskovszkij elvált a mai Oroszországtól, viszonyait értetlen, ellenséges indulattal szemléli, regényei ebből a nézőpontból véve inkább nyugati mint orosz regények és az orosz irodalom fejlődésébe állítva a klasszikus orosz irodalom folytatói, pompás csemege az értők internacionális seregének, az irodalom embereinek, de merőben idegen, mert nem a mostani képét idézi az Oroszországban élő mai orosz olvasóknak.
Braun Soma tipikus példája volt annak az oktatónak, aki elsősorban személyiségével hat tanítványaira. Közvetlen stílusa, nagy felkészültsége legendás alakká tette. Sajnos, kevés írásos anyag maradt meg előadásairól, kutatói munkásságát pedig a körülmények erősen gátolták.
1933-ban ő lett az MSZDP oktatásának irányítója, és kidolgozta a párt oktatási programját. A közismereti tárgyakat beépítette a tantervbe a tudományos ismeretterjesztés és a politikai oktatás mellé. 1934-ben megjelent A történelmi materializmus elmélete, 1935-ben pedig a Társadalom-lélektan című műve.

### Halála
A háború kitörése után, 1942-ben munkaszolgálatra hívták be, s bár tanítványai meg akarták menteni, ő nem vállalta a bujkálást. A 401-es büntetőszázadhoz vonult be, és 1942 szeptemberében, Ukrajnában egy Rotyis Péter nevű keretlegény agyonlőtte. Gyilkosát 1945. február 3-án a Major Ákos vezette Budapesti Népbíróság, az első háborús bűnöket tárgyaló magyarországi perben 124 rendbeli gyilkosságért halálra ítélte. Az ítéletet még aznap nyilvános kivégzés keretében végrehajtották az Oktogonon.

## Művei
- Apuleius-tanulmányok; Franklin Ny., Bp., 1913
- A népmese. Bevezetés az összehasonlító mesekutatásba; Genius, Bp., 1923 (Szabad Iskola)
- A primitív kultúra. Bevezetés az ősemberrel foglalkozó tudományba; Népszava, Bp., 1924
- A történelmi materializmus elmélete; Esztergályos János, Bp., 1934 (A Szocialista Tudás Könyvtára)
- Társadalomlélektan; Klimos Jenő, Bp., 1935